# Christian Proust
 (août 2025).
Si vous disposez d'ouvrages ou d'articles de référence ou si vous connaissez des sites web de qualité traitant du thème abordé ici, merci de compléter l'article en donnant les références utiles à sa vérifiabilité et en les liant à la section « Notes et références ».
Pour les articles homonymes, voir Proust (homonymie).
Christian Proust, né le 17 septembre 1949 à Lahr en Pays de Bade (Allemagne), est un homme politique français qui est président du conseil général du Territoire de Belfort du mois de mars 1982 au mois de mars 2004.

## Biographie
Il s’installe dans le Territoire de Belfort en 1972, lors de son embauche comme informaticien chez Bull Périphériques où il est élu délégué syndical.
Christian Proust est engagé aux côtés de Jean-Pierre Chevènement au sein du Parti socialiste, du Mouvement des citoyens puis du Mouvement républicain et citoyen. En 1976, il devient son assistant parlementaire et celui de Raymond Forni, l'autre député du Territoire-de-Belfort.
Conseiller municipal de Belfort en 1977, adjoint à l'urbanisme, conseiller régional de 1986 à 2004, conseiller général depuis 1979 et président du conseil général de 1982 à 2004. À ce titre, Christian Proust crée le Contrat Ressource Personnalisé d’Autonomie (CRPA) en 1986, deux ans avant la création du RMI. Il contribue à faire évoluer la manière dont les élus locaux peuvent s’emparer des questions économiques.
En 1992, l’usine Bull ferme ses portes et aussitôt, le conseil général met en place un dispositif pour racheter les locaux vides et y relancer une activité économique. Christian Proust facilite alors l’implantation du siège européen de General Electric sur le site. L’achat de 60 000 m2 de bâtiment industriel à Alstom pour soulager cette entreprise à la suite de sa quasi-faillite de 2003, permet de lancer un vaste programme de requalification baptisé Techn’hom.
Il est président fondateur du festival de musique Les Eurockéennes de Belfort. Aux côtés de Jean-Pierre Chevènement, il agit pour la construction du TGV Rhin-Rhône, primordial pour empêcher l’enclavement du Territoire de Belfort. 
En 2004, il cède la présidence du conseil général au socialiste Yves Ackermann, prend la responsabilité du pôle mixte public/privé de développement économique du Territoire de Belfort et devient président du Syndicat Mixte des Transports en Commun, autorité organisatrice des transports urbains du Territoire de Belfort, qui assure le financement des équipements et l'amélioration de la qualité du service.
En 1996, il est mis en examen et placé en détention provisoire pendant 15 jours, dans l'affaire dite "Gigastorage". Il est finalement blanchi en 2004.

## Œuvres
- En prison pour l'emploi : l'affaire GigaStorage, La Nuée Bleue, 1996 (ISBN 978-2-7165-0417-1)